# Portogallo ai Giochi della XXXIII Olimpiade
Il Portogallo ha partecipato ai Giochi della XXXIII Olimpiade, svoltisi a Parigi dal 26 luglio all'11 agosto 2024, con una delegazione di 75 atleti (incluse le riserve), 38 uomini e 37 donne, in 15 sport e 19 discipline.
I portabandiera alla cerimonia di apertura sono stati Fernando Pimenta e Ana Cabecinha.

## Delegazione
| Sport            | Uomini | Donne | Totale |
| ---------------- | ------ | ----- | ------ |
| Atletica leggera | 9      | 13    | 22     |
| Break dance      | 0      | 1     | 1      |
| Canoa/kayak      | 3      | 1     | 4      |
| Ciclismo         | 5      | 3     | 8      |
| Equitazione      | 4      | 2     | 6      |
| Ginnastica       | 1      | 1     | 2      |
| Judo             | 2      | 5     | 7      |
| Nuoto            | 3      | 2     | 5      |
| Skateboard       | 2      | 0     | 2      |
| Surf             | 0      | 2     | 2      |
| Tennis           | 2      | 0     | 2      |
| Tennistavolo     | 3      | 2     | 5      |
| Tiro             | 0      | 1     | 1      |
| Triathlon        | 2      | 2     | 4      |
| Vela             | 2      | 2     | 4      |
| Totale           | 38     | 37    | 75     |